# Derek Harland Ward
Pour les articles homonymes, voir Ward.
Derek Harland Ward, né le 31 juillet 1917 à Whangarei et mort le 17 juin 1942 en Égypte, est un pilote de chasse néo-zélandais.
Il est actif lors la Seconde Guerre mondiale et la guerre du désert.
Il est abattu par l'as allemand Hans-Joachim Marseille.